# Supercoppa IIHF
La Supercoppa IIHF (nome ufficiale: IIHF Super Cup) è stata una competizione sportiva organizzata dalla Federazione internazionale di hockey su ghiaccio tra il 1997 ed il 2000.
Nacque contestualmente alla nascita della European Hockey League nel 1997. Nella prima edizione si sfidarono la vincitrice della prima edizione della EHL e l'ultima vincitrice della Coppa dei Campioni, dall'edizione successiva la vincitrice dell'EHL e quella della Continental Cup.
Quando, dopo l'edizione del 2000, la EHL fu soppressa, venne soppressa anche la Supercoppa, che non venne ripristinata neppure con la nascita della European Champions Cup nel 2004.

## Albo d'oro
| Anno | Sede                 | Incontro                    | Risultato  | Vincitore     |
| ---- | -------------------- | --------------------------- | ---------- | ------------- |
| 1997 | Turku, Finlandia     | TPS - Lada Togliatti        | 3 - 2      | TPS           |
| 1998 | Feldkirch, Austria   | VEU Feldkirch - Košice      | 4 - 0      | VEU Feldkirch |
| 1999 | Ambrì, Svizzera      | Ambrì-Piotta - Magnitogorsk | 2 - 0      | Ambrì-Piotta  |
| 2000 | Magnitogorsk, Russia | Magnitogorsk - Ambrì-Piotta | 3 - 2 (OT) | Magnitogorsk  |

Delle quattro edizioni, tre (1997, 1998 e 2000) sono state vinte dalla squadra detentrice della EHL ed una (1999) dalla detentrice della Continental Cup.